# 4829 Sergestus
A 4829 Sergestus (ideiglenes jelöléssel 1988 RM1) egy kisbolygó a Naprendszerben. Carolyn Shoemaker fedezte fel 1988. szeptember 10-én.